# Yardley (Pennsylvanie)
Yardley est un borough du comté de Bucks, Pennsylvanie, sur les bords du fleuve Delaware.